# 慈眼寺 (名古屋市)
慈眼寺（じがんじ）は、愛知県名古屋市天白区にある曹洞宗の寺院。

## 由緒
伝承によれば、大同4年（809年）、京都御所炎上のとき鎮火祈願のため京に上った遠州秋葉山の三尺坊尊が、帰路この地に立ち寄り創建した。その際に、「鎮防火燭」の筆を残している。永禄3年（1560年）、織田信長が桶狭間の戦いの折、この寺に祈願して勝利を得たので、三尺坊尊像を寄進した。幕末から明治にかけて修験霊場として信仰を集め、今も毎年12月16日に火渡り神事が行われている。

## 所在地
- 愛知県名古屋市天白区大根ケ越206